# Осака-Кансай

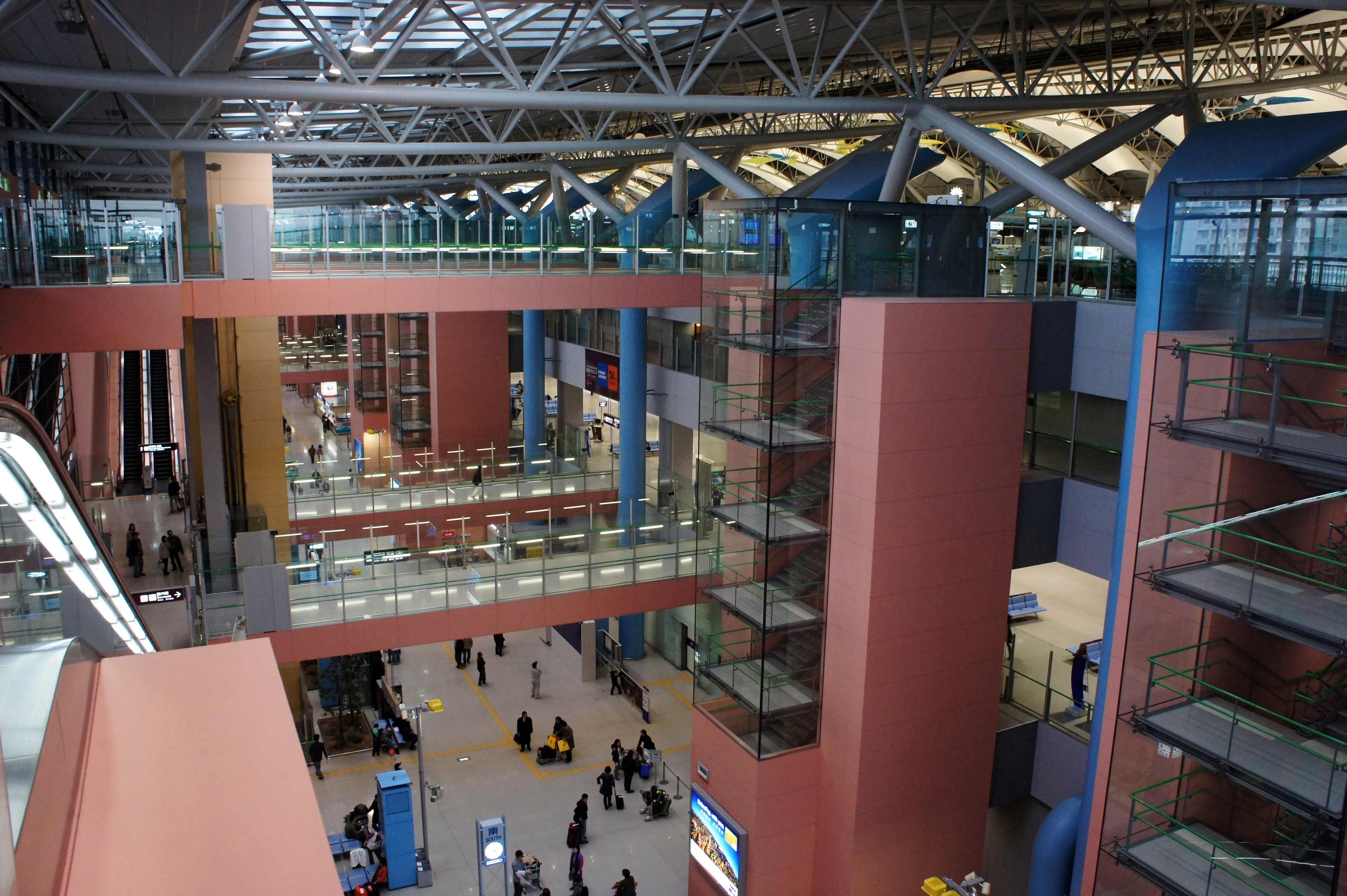
Аеропорт Кансай, інтер'єр

Міжнародний аеропорт Кансай  (яп. 関西国際空港, かんさいこくさいくうこう, кансай кокусай куко; англ. Kansai International Airport) — приватний вузловий міжнародний аеропорт в Японії, розташований на штучних островах за 40 км на південний захід від Осаки. Найбільший міжнародний аеропорт країни. Скорочена назва — Кансайський аеропорт.
Аеропорт має дві злітно-посадкові смуги довжиною 4000 м і 3500 м та три термінали — Термінал «Північ», термінал «Південь». Острови, на яких розташовано летовище, поступово опускаються під воду, через що він може припинити існування до 2050-х років.

## Історія
Аеропорт відкрито 1994-го року, це перший аеропорт, побудований на штучному острові. З 1960-х років промисловий центр Осака потребував нового міжнародного аеропорту через перевантаження аеропорту Ітамі, але побудова злітно-посадкової смуги в умовах гористої місцевості була неможливою. Будівля аеропорту є найдовшим терміналом у світі, її довжина становить майже 2 кілометри. Аеропорт витримав потужний землетрус силою у 7 балів за шкалою Ріхтера, а також потужний тайфун. З часу побудови аеропорт осідав через ущільнення морського ґрунту під ним. Коли у 2003-му році просідання практично припинилося, було прийняте рішення будувати другу частину аеропорту. У вересні 2007 року було здано в експлуатацію другу злітно-посадкову смугу завдовжки 4 кілометри на новому штучному острові, а будівництво нового терміналу було відкладене на майбутнє.
Разом з тим, аеропорт тоне. За оцінками, історія аеропорту Кансай завершиться до 2056 року, коли частини двох штучних островів опустяться більше ніж на 5 метрів до рівня моря.

## Основні перевізники
- EgyptAir
- Lufthansa
- JALways
- Finnair
- Alitalia
- Korean Air
- EVA Air
- Vladivostok Air
- Emirates Airline
- Japan Airlines
- Singapore Airlines
- Hainan Airlines
- Asiana Airlines
- Northwest Airlines
- Xiamen Airlines
- Vietnam Airlines
- Turkish Airlines
- Nepal Airlines
- Malaysia Airlines
- Philippine Airlines
- United Airlines
- Shanghai Airlines
- China Airlines
- Jetstar Airways
- Qatar Airways
- Uzbekistan Airways
- Thai Airways International
- Japan Asia Airways
- Aircalin
- Air Canada
- Air China
- China Eastern Airlines
- Air France
- Air India
- Garuda Indonesia
- MIAT Mongolian
- Air New Zealand
- All Nippon Airways
- Cathay Pacific
- KLM Royal Dutch Airlines
- China Southern Airlines
- Air Tahiti Nui
- Qantas